# ان‌دی‌پی
پروتکل کشف همسایه (به انگلیسی: Neighbor Discovery Protocol) و به اختصار NDP (ان‌دی‌پی)  یک پروتکل از مجموعه پروتکل‌های اینترنت هست که با اینترنت پروتکل نسخه ۶(ipv6) استفاده می‌شود. این پروتکل در لایه پیوند از مدل اینترنت RFC112 عمل می‌کند و مسوول آدرس پیکربندی اتوماتیک گره‌ها، کشف گره‌های دیگر روی لینک، تعیین آدرس‌های لایه پیوند گره‌های دیگر، اعلان آدرس کشف شده,  پیدا کردن روترهای در دسترس، نام دامنه سیستم سرویس دهنده (DNS) , کشف پیشوند آدرس و حفظ اطلاعات قابل دسترسی در مورد مسیرهای به سایر گره‌های همسایه فعال، می‌باشد.
پروتکل پنج نوع مختلف بسته ICMPv6 را برای انجام وظایف به IPv6 تعریف می‌کند مانند پروتکل حل آدرس (ARP) و پروتکل کنترل پیام اینترنت (ICMP) و کشف روتر و پروتکل‌های هدایت‌کننده روتر برای IPV4 .  به هر حال، NDP  پیشرفت‌های بسیاری را نسبت به همتایان‌های IPv4 آن فراهم می‌کند. برای مثال این کشف همسایه غیرقابل دسترس (NUD) را شامل می‌شود، در نتیجه تحویل بسته در حضور شکست خوردن روترها یا لینک‌ها یا گره‌های تلفن همراه را بهبود می‌بخشد.
پروتکل کشف همسایه معکوس (IND) (اضافه شده در RFC3122) به گره برای تعیین و تبلیغ یک آدرس IPv6 مربوط به یک آدرس لینک لایه داده شده اجازه می‌دهد، مانند معکوس ARP برای اینترنت پروتکل ورژن۴. پروتکل کشف همسایه امن (SEND) یک افزونه امنیتی از NDP است که در (CGA) و (RPKI) استفاده می‌شود,  یک روش دیگر برای تأمین امنیت NDP با یک روش رمزنگاری است که از IPsec مستقل است.

## جزئیات فنی
NDP پنج نوع بسته ICMPv6 تعریف می‌کند به منظور درخواست روتر، اعلان روتر، درخواست همسایه، اعلان همسایه، و تغییرمسیر شبکه می‌باشد.
درخواست روتر (نوع ۱۳۳)
میزبان با پیام‌های درخواست روتر برای قرار دادن روتر بر روی لینک متصل شده پرس و جو می‌کند. گره‌ها هر بسته‌هایی که آدرس دهی نشدند فورا در دریافت پیام پس از زمان برنامه‌ریزی بعدی به اعلان روتر فرستاده می‌شوند.
اعلان روتر (نوع ۱۳۴)
روترها حضورشان را به یکدیگر با لینک مختلف و پارامترهای اینترنت به‌طور دوره‌ای، یا در پاسخ به یک پیام درخواست اعلام می‌کنند.
درخواست همسایه (نوع ۱۳۵)
درخواست‌های همسایه توسط گره‌ها برای تعیین لینک آدرس لایه همسایه، یا تاییدیه این که یک همسایه هنوز قابل دسترسی است استفاده می‌شود، از طریق یک آدرس لایه پیوند cache شده.
اعلان همسایه (نوع ۱۳۶)
اعلان همسایه توسط گره‌هایی که به یک پیام درخواست همسایه پاسخ می‌دهند,  استفاده می‌شود.
تغییر مسیر (نوع ۱۳۷)
روترها ممکن است میزبان‌ها را از یک روتر اولیه بهتر برای مقصد مطلع کنند.
این پیام‌ها برای ارائه قابلیت‌های زیر استفاده می‌شود:
- کشف روتر: میزبان‌ها می‌توانند موقعیت روترها را بر روی لینک‌های متصل بفرستند.
- کشف پیشوند: میزبان‌ها می‌توانند پیشوند آدرسی که بر روی لینک برای لینک متصل شده هست کشف کنند
- کشف پارامتر: میزبان‌ها می‌تواند پارامترهای لینک را پیدا کنند. (به عنوان مثال، پیدا کردن MTU).
- آدرس پیکربندی خودکار: پیکربندی آدرس رابط‌های شبکه.
- تفکیک آدرس: نگاشت بین آدرس‌های IP و آدرس لینک لایه.
- اندازه هاپ بعدی: میزبان می‌تواند روترهای بعدی برای یک مقصد را بیایند.
- کشف همسایه غیرقابل دسترس: مشخص است که همسایه,  طولانی‌تر قابل دسترس روی لینک نیست.
- کشف آدرس تکراری(DAD): گره‌ها می‌توانند بررسی کنند که آیا یک آدرس در حال حاضر در حال استفاده است.
- سرور DNS بازگشتی (RDNSS) و لیست جستجو DNS (DNSSL) از طریق گزینه اعلان روتر واگذار می‌شوند. این یکی از ویژگی‌های جدید هست و به‌طور گسترده‌ای مشتریان پشتیبانی نشده‌است.
- تغییر مسیر بسته به ارائه یک مسیر بهتر بعدی برای مقاصد خاص.

## همچنین مشاهده کنید
Secure Neighbor Discovery Protocol
```
Router Advertisement Daemon
```

NDPMon Neighbor Discovery Protocol Monitor

## تعاریف
^ Network Working Group; Thomas Narten, Erik Nordmark, William Allen Simpson, Hesham Soliman (1 MARCH 2005). "Protocol Overview". ietf.org. The Internet Engineering Task Force (IETF). p. 9. Archived from the original on 2 SEPTEMBER 2007. Retrieved 2 March 2013. "Router Discovery: How hosts locate routers that reside on an attached link."